# Chorówko
Chorówko (kaszb. Chòrówkò) – wyludniona osada śródleśna w Polsce położona w województwie pomorskim, w powiecie słupskim, w gminie Kępice przy drodze wojewódzkiej nr .
W latach 1975–1998 miejscowość należała administracyjnie do województwa słupskiego.